# Базилевич, Виктор Дмитриевич
Виктор Дмитриевич Базилевич (род. 28 мая 1949, Кировск (Луганская область)) — декан экономического факультета Киевского национального университета имени Тараса Шевченко. Доктор экономических наук, профессор, Заслуженный деятель науки и техники Украины, академик АН ВШ Украины (2005), член-корреспондент НАН Украины (2009). Действительный член Академии философии хозяйства и Философско-экономического учёного собрания экономического факультета МГУ.

## Биография
Родился в 1949 г. в Кировске Луганской области в семье шахтёра.
- 1964—1968 гг — студент Днепропетровского химико-механического техникума.
- 1972—1976 гг — студент экономического факультета Киевского государственного университета имени Тараса Шевченко (диплом с отличием).
- 1976—1978 гг — аспирант экономического факультета Киевского государственного университета имени Тараса Шевченко. В 1978 году защитил кандидатскую диссертацию. В 1999 г. защитил докторскую диссертацию.

## Трудовая деятельность
После окончания техникума работал по распределению на калийном комбинате г. Стебник Львовской области. Два года отслужил в армии.
- 1978—1983 гг. — ассистент кафедры политэкономии экономического факультета.
- 1983—1985 гг. — доцент этой же кафедры.
- 1985—2002 гг. — проректор по учебной работе Киевского торгово-экономического института.
- 1998—2002 гг. — заведующий кафедрой экономической теории Киевского национального торгово-экономического университета.
- 1991—1995 гг. — депутат Киевского городского Совета народных депутатов.
- с 2002 г. до настоящего времени — профессор кафедры экономической теории экономического факультета Киевского национального университета имени Тараса Шевченко.
- 2003—2007 гг. — заведующий кафедрой экономической теории Киевского национального университета имени Тараса Шевченко.
- с 2003 по 2018 г. — декан экономического факультета Киевского университета имени Тараса Шевченко.
- с 2008 по 2018 г. — проректор Киевского университета имени Тараса Шевченко.

Читает лекции и проводит семинарские занятия по курсам «Экономическая теория», спецкурсов «Актуальные проблемы экономической теории», «Интеллектуальная собственность».
Автор и научный редактор более 250 научных и учебно-методических работ, в том числе 10 монографий, 11 учебников и учебных пособий с грифом МОН Украины.
Создал научную школу эконом-теоретиков (защитили диссертации 8 кандидатов и 2 доктора экономических наук).

## Награды
- Орден князя Ярослава Мудрого V степени (2009)
- Заслуженный деятель науки и техники Украины (2005)
- лауреат Государственной премии Украины в области науки и техники (2006)
- Награждён знаком «Отличник образования»; нагрудным знаком Министерства образования и науки Украины «За научные достижения»; Наградой Ярослава Мудрого АН ВШ Украины, нагрудным знаком Академии педагогических наук Украины «Ушинский К. Д.», отличием МОН Украины «Петр Могила»; отличием Лиги страховых организаций Украины «За вклад в развитие страхования», почетной грамотой Министерства образования Украины.